# Bulbuls
Els bulbuls són un grup d'ocells de mitjana grandària, que pertany a l'ordre dels passeriformes, i formen la família dels picnonòtids (Pycnonotidae). Són aus molt adaptables, utilitzades com a ocells de gàbia per llurs cants, la qual cosa ha fet que algunes espècies hagen estat introduïdes en molts llocs, sovint amb èxit.

## Morfologia
- Els bulbuls són ocells esvelts de coll curt i llarga o mitjana cua. Les ales són curtes i arrodonides.
- El bec generalment és llarg i prim, i de vegades acabat en un petit ganxo.
- L'espècie més petita és Phyllastrephus debilis, que fa uns 13 cm de llargària, i la més grossa Pycnonotus zeylanicus, amb uns 29 cm.
- En general, escàs dimorfisme sexual, amb unes femelles generalment una mica més petites, però en algunes espècies les diferències són molt marcades.
- El plomatge en general és marró, gris o verd, rarament negre, sovint contrastat amb zones grogues, blanques o vermelles. Sovint el color dels ulls contrasta amb el color general de l'ocell. Alguns tenen crestes molt distintives.

## Hàbitat i distribució
La família es distribueix per gairebé tota l'Àfrica, i a l'Àsia, per l'Orient Mitjà, Àsia meridional, Indonèsia, i cap al nord fins al Japó. Únicament unes poques espècies habiten algunes illes tropicals de l'oceà Índic. Tot i que algunes espècies es troben en hàbitats variats, les espècies de l'Àfrica viuen predominantment a la selva, mentre que les espècies forestals són rares a l'Àsia, on prefereixen les zones més obertes. S'han adaptat a zones humanitzades, i poden fer malbé a les collites.

## Alimentació
La majoria són frugívors i complementen la seua dieta amb alguns insectes. També poden menjar llavors, brots i inclús petits vertebrats. Mentre que hi ha una important minoria d'especialistes, particularment a l'Àfrica, les espècies d'espais oberts, en particular, són generalistes.

## Reproducció
Són generalment monògams, amb algunes excepcions. Fan el niu a la bifurcació d'una branca, en un arbre o arbust, amb branques, teranyines, fulles i altres materials. Allà ponen 2 – 5 ous de color rosa o blanc, tacats en roig, porpra o marró. Coven 11 - 14 dies, i els pollets romanen al niu 14 - 18 dies.

## Taxonomia
La família Pycnonotidae va ser introduïda pel zoòleg anglés George Robert Gray el 1840 com a subfamília Pycnonotinae de la família dels Turdidae.
La paraula àrab bulbul (بلبل) s'utilitza de vegades per referir-se al "rossinyol" així com al bulbul, però la paraula bulbul es refereix als ocells tractats en aquest article.
Diversos estudis genètics, durant la primera dècada del present segle, han ocasionat importants canvis en la classificació d'aquesta família. Els estudis de Cibois et al., 2001, van tindre com a conseqüència que s'apartés el gènere Phyllastrephus, formant amb ell una família diferent. Els estudis de Beresford et al., 2005, també van apartar el gènere Nicator en la seua pròpia família.
Segons la classificació del Congrés Ornitològic Internacional (versió 13.2, 2023), aquesta família està formada per 32 gèneres amb 166 espècies:
- Gènere Acritillas amb una espècie: Acritillas indica.
- Gènere Alcurus amb una espècie: Alcurus striatus.
- Gènere Alophoixus am 8 espècies.
- Gènere Andropadus amb una espècie: Andropadus importunus.
- Gènere Arizelocichla amb 12 espècies.
- Gènere Atimastillas amb una espècie: Atimastillas flavicollis.
- Gènere Baeopogon amb dues espècies.
- Gènere Bleda amb 5 espècies.
- Gènere Brachypodius amb 4 espècies
- Gènere Calyptocichla amb una espècie: Calyptocichla serinus.
- Gènere Chlorocichla amb 5 espècies.
- Gènere Criniger amb 5 espècies.
- Gènere Euptilotus amb una espècie: Euptilotus eutilotus.
- Gènere Eurillas amb 5 espècies.
- Gènere Hemixos amb 4 espècies.
- Gènere Hypsipetes amb 25 espècies.
- Gènere Iole amb 7 espècies.
- Gènere Ixodia amb 3 espècies.
- Gènere Ixonotus amb una espècie: Ixonotus guttatus.
- Gènere Ixos amb 5 espècies.
- Gènere Microtarsus amb una espècie: Microtarsus melanoleucos.
- Gènere Neolestes amb una espècie: Neolestes torquatus.
- Gènere Nok amb una espècie: Nok hualon.
- Gènere Phyllastrephus amb 20 espècies.
- Gènere Poliolophus amb una espècie: Poliolophus urostictus.
- Gènere Pycnonotus amb 34 espècies.
- Gènere Rubigula amb 5 espècies.
- Gènere Setornis amb una espècie: Setornis criniger.
- Gènere Spizixos amb dues espècies.
- Gènere Stelgidillas amb una espècie: Stelgidillas gracilirostris.
- Gènere Thescelocichla amb una espècie: Thescelocichla leucopleura.
- Gènere Tricholestes amb una espècie: Tricholestes criniger.